# Горни-Коритен
Горни-Коритен (болг. Горни Коритен) — село в Болгарии. Находится в Кюстендилской области, входит в общину Трекляно. Население составляет 39 человек.

## Политическая ситуация
Горни-Коритен подчиняется непосредственно общине и не имеет своего кмета.
Кмет (мэр) общины Трекляно — Камен Стойнев Арсов (Болгарская социалистическая партия (БСП)) по результатам выборов.